# Blackwater Fire
Das Blackwater Fire war ein am 18. August 1937 durch Blitzschlag ausgelöster Waldbrand im nördlichen Shoshone National Forest im US-Bundesstaat Wyoming. Das Feuer breitete sich aufgrund heißer Temperaturen und starker Winde schnell aus und erfasste 690 ha Wald an den Westhängen des Clayton Mountain in der Absaroka Range. Bei der Bekämpfung des Feuers kamen insgesamt 15 Feuerwehrleute ums Leben, mehr als bei jedem anderen Waldbrand zwischen dem Griffith Park Fire von 1933 und dem Yarnell Hill Fire 2013.

## Geographische Einordnung
Der Blackwater Creek entspringt am Nordhang des Sheep Mesa auf einer Höhe von 3500 m im nördlichen Teil des Shoshone National Forests und fließt von dort nach Norden durch den Blackwater Canyon. Der Bach mündet nach 19 km in den North Fork Shoshone River, direkt gegenüber der US Highways 14/16/20, die hier parallel verlaufen, und unmittelbar westlich der Mummy Cave. Von dort sind es nach Westen 24 km bis zum East Entrance des Yellowstone-Nationalparks und nach Osten ca. 56 km bis Cody. Die Todesfälle der Feuerwehrleute ereigneten sich an den Westhängen des Clayton Mountain, etwa 8,0 km südlich auf einem Weg in den Canyon. Der Canyon besteht aus zahlreichen Schluchten, Tobeln und kleinen Kämmen, die eine Waschbrettlandschaft bilden, die durch ausgedehnte Erosion des Vulkangesteins, das die Absaroka Range bildet, geformt wurde. Die Hänge im Canyon weisen eine Steigung von 20 bis 60 Prozent auf und werden hauptsächlich von Douglasien dominiert. Als das Feuer durch das Gebiet fegte, war der Wald dicht und ausgereift und bestand zu großen Teilen aus bereits toten Bäumen, sodass sich das Feuer leicht bis in die Baumkronen ausbreiten konnte.

## Feuerbekämpfung im frühen 20. Jahrhundert
Im Jahr 1937 hatten Feuerwehrleute keine tragbaren Funkgeräte für schnelle Kommunikation vor Ort oder Hubschrauber, um Vorräte zu bringen und Wasser bereitzustellen. Die einzelnen Löschmannschaften mussten sich mit handgeschriebenen Notizen untereinander verständigen. Hubschrauber und Funkgeräte wurden erst ab den 1940er Jahren eingesetzt. Die Feuerwehrleute hatten zwar Zugang zu gasbetriebenen tragbaren Wasserpumpen, von denen auch zwei im Blackwater Fire verwendet wurden, jedoch verwendeten die meisten Rucksackpumpen, die manuell betrieben wurden und nur begrenzte Mengen an Wasser aufbewahren konnten. Brandschneisen wurden mit Schaufeln, Äxten und Pulaskis selbst geschlagen. Die meisten Feuerwehrleute trugen Baumwoll- und Wollkleidung, die einen schlechten Schutz vor Flammen bieten. Darüber hinaus verfügten sie nicht über Fire Shelters, die erstmals in den 1960er Jahren zur Verfügung standen und ab 1977 vorgeschrieben waren. Bei späteren Untersuchungen glaubten Forscher, dass die Verwendung von Fire Shelters Leben gerettet haben könnte, je nachdem, wo sich die Feuerwehrleute befanden, als sie vom Feuer erreicht wurden.
Die Steilheit und Unebenheiten des Geländes im Blackwater Canyon hatten zur Folge, dass die Feuerwehrleute mit all ihren Vorräten zu Fuß zum Feuer gelangen mussten. Während des Blackwater Fires wurden Packpferde verwendet, um Vorräte von den Zufahrtsstraßen zu einem oberen Basislager zu transportieren. Viele der Feuerwehrleute waren beim Civilian Conservation Corps (CCC) angestellt und hatten nur eine begrenzte Ausbildung im Thema Waldbrandbekämpfung, da das CCC hauptsächlich mit Bauprojekten beschäftigt war. Nach einer Reihe von schweren und tödlichen Waldbränden im frühen 20. Jahrhundert erließen Beamte 1935 die 10-Uhr-Regel (engl.: 10 am rule), die einen aggressiven Angriff auf alle Brände und deren Kontrolle bis 10 Uhr morgens am Tag nach ihrer ersten Entdeckung vorsah. Dies sollte verhindern, dass die Brände bis in den Nachmittag hinein aktiv bleiben, wenn die steigenden Temperaturen und die turbulentere Luft dazu führen, dass sich die Brände weiter ausbreiten und unberechenbarer werden. Eine wissenschaftliche Veröffentlichung über das Verhalten bei Waldbränden, die für eine umfassende Ausbildung von Feuerwehrleuten verwendet werden konnte, lag erstmals im Jahr 1951 vor.

## Verlauf des Feuers

### Entdeckung und Brandbekämpfung

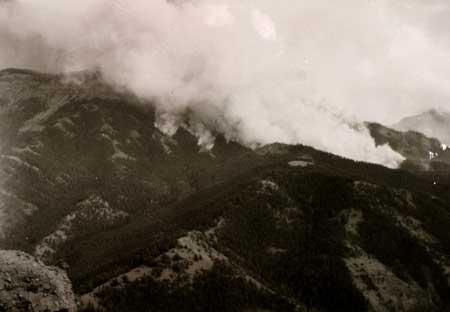
Das Blackwater Fire am 21. August 1937 gegen 15.45 Uhr

Das Blackwater Fire wurde am 18. August 1937 durch einen Blitzeinschlag ausgelöst, blieb jedoch bis Anfang des 20. Augusts unentdeckt. Dies lag zum einen an der entlegenen Lage und zum anderen an der Tatsache, dass in diesem Teil der Absaroka Range keine Feuerwachtürme aufgestellt waren, die ein Feuer frühzeitiger erkennen, da das Feuerrisiko im Shoshone National Forest gering eingeschätzt wurde. Zum Zeitpunkt der Entdeckung hatte es bereits eine Größe von 0,8 ha. Bis zum Abend war es auf 80 Hektar angewachsen und 65 Feuerwehrleute des United States Forest Service (USFS), darunter die CCC Company 1852 aus dem Wapiti Ranger District des Shoshone National Forest und Mitarbeiter des Bureau of Public Roads (BPR), konstruierten Brandschneisen auf zwei Seiten des Feuers. Bis Mitternacht wurde eine gasbetriebene Tragkraftspritze geliefert und mit Wasser aus dem Blackwater Creek befüllt. Danach traf eine weitere Pumpe ein und Feuerwehrleute installierten 600 m Schlauchleitung an der Nordflanke des Feuers und weitere 1500 m an der Westflanke. CCC-Mitarbeiter des National Park Service trafen am 21. August gegen 2.30 Uhr nachts an der Brandstelle ein und begannen mit dem Bau einer Brandschneise auf der Nordseite des Feuers. Inzwischen wurden die Winde immer stärker und begannen, das Feuer nach Osten auszudehnen.

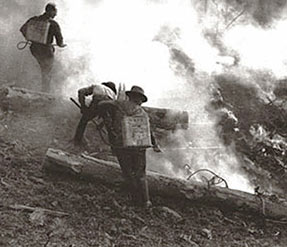
Feuerwehrleute bei der Bekämpfung des Blackwater Fire

Da noch mehr Einsatzkräfte benötigt wurden, machten sich CCC-Besatzungen aus dem 260 km östlich gelegenen Bighorn National Forest und aus anderen Bezirken des Shoshone National Forest am Morgen des 21. August auf den Weg in den Blackwater Canyon. Um 12.30 Uhr waren mehr als 200 Feuerwehrleute im Einsatz die entweder daran beteiligt waren, die Brandschneisen zu graben oder die Löscharbeiten zu unterstützen. Entlang eines der kleinen Bäche, die in den Blackwater Creek fließen, wurde ein kleiner Damm gebaut, um Wasservorräte für den Einsatz in Rucksackpumpen zur Verfügung zu stellen. Aufgrund der langen Anreise über Nacht und einiger Verspätung begannen die CCC-Mitglieder aus dem Tensleep District des Bighorn National Forest nach kurzer Verpflegung erst nach Mittag des 21. Augusts mit den Löscharbeiten. Sie lösten die Wapiti CCC-Einheit ab, die den Brand bereits seit dem Vorabend bekämpft hatte. Mehr als 50 Feuerwehrleute begannen mit dem Bau einer neuen Brandschneise entlang der Clayton Gulch, einer kleinen Schlucht, die sich östlich des Blackwater Creek erstreckt. Der Bau wurde von den USFS-Rangern Alfred Clayton und Urban Post geleitet.
Funkübertragungen aus Idaho an ein Wetterdienstbüro in Riverton deuteten darauf hin, dass eine Trockenwetterfront nach Osten zog. Es wird vermutet, dass die Forstmanager der Wapiti Ranger Station diese Informationen erhielten, aufgrund mangelnder Funkverbindungen aber nicht die Arbeiter an den Brandschneisen erreichen konnten. Der USFS hatte ein Flugzeug in die Luft geschickt, das das Feuerverhalten aus der Luft beobachtete und die Informationen an die Wapiti-Rangerstation weitergab. Gegen 12.40 Uhr wurden mehrere kleinere Brände in der Nähe der Brandschneisen von den Beobachtern aus dem Flugzeug gemeldet. Um 13 Uhr waren die Temperaturen im nahegelegenen Wapiti um die 32 °C mit einer extrem niedrigen Luftfeuchtigkeit von 6 Prozent. Die Winde, die im Allgemeinen aus Südwesten wehten, stiegen auf 48 km/h, als sich die Trockenfront um 15:30 Uhr näherte. Um 15:45 Uhr verlagerten sich die Winde abrupt von Südwesten nach Westen, was ein Übergreifen der Flammen auf den Wald jenseits der Brandschneisen zur Folge hatte.

### Ausbreitung des Feuers

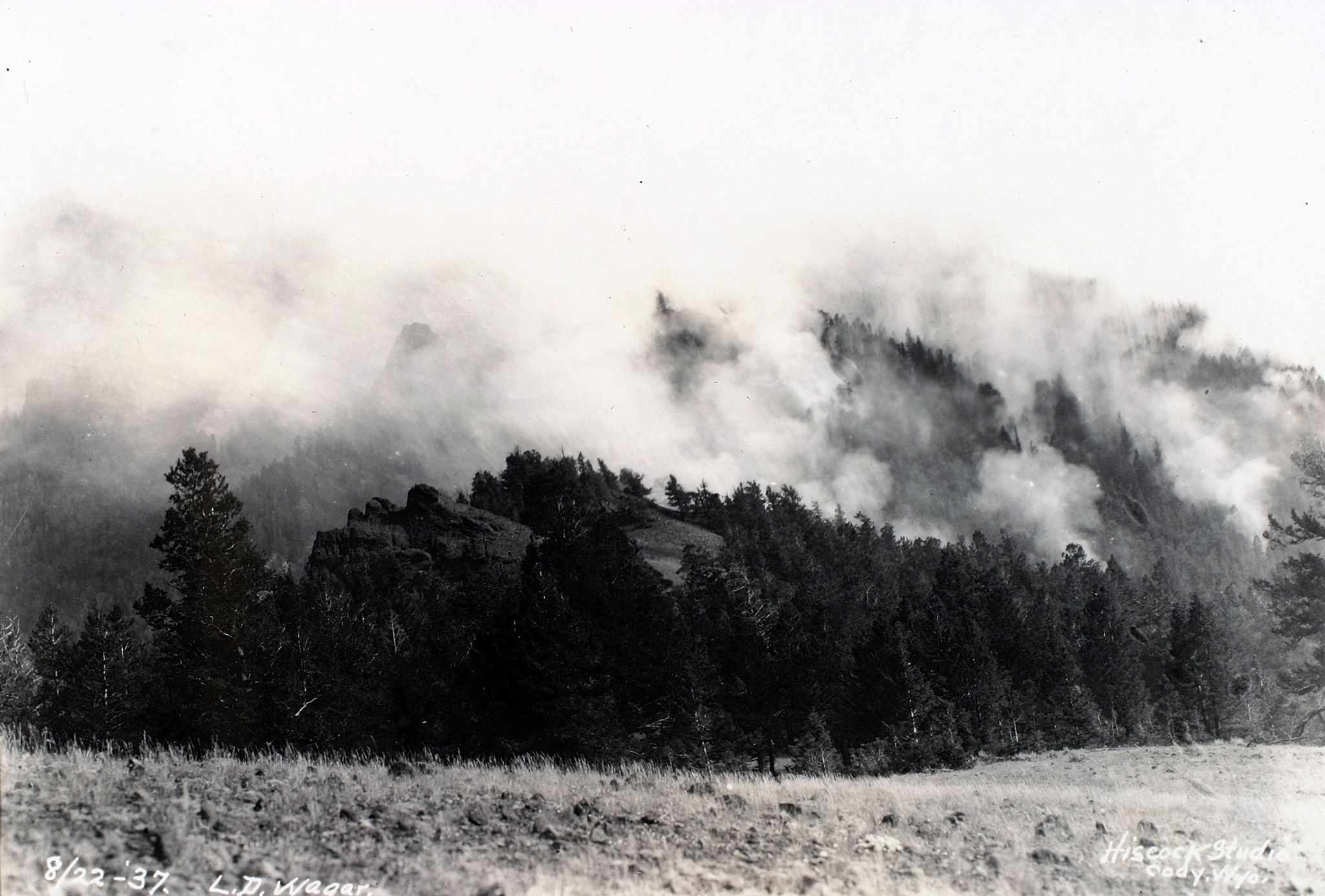
Das Feuer am Nachmittag des 21. August

USFS-Feuerleiter Urban Post führte die Tensleep CCC-Crew an und schickte 6 seiner Männer zu Alfred Clayton und einem anderen Feuerwehrmann, damit sie helfen konnten, kleine Brände zu löschen, die über die Brandschneisen hinweg brannten. Post führte seine Mannschaften dann nach Osten einen Bergrücken hinauf, sah jedoch weitere übergreifende Brände dort, wo Clayton und seine Mannschaft sich aufhielten. Auch Clayton bemerkte diese Brände und begann, diese zu löschen. Um 16 Uhr wurden diese Feuer immer größer, sodass Clayton eine handschriftliche Notiz an Post schickte, in der er um zusätzliche Arbeitskräfte bat. Als diesen die Nachricht erreichte, begann ein Feuersturm die Schluchten und Rinnen des Berges nach Osten hinaufzujagen. Kurz darauf wurden Alfred Clayton und seine Mannschaft in der Nähe des von ihnen gebauten Damms eingekesselt. Clayton und sechs weitere Feuerwehrmänner starben direkt an der Unfallstelle. Der achte Feuerwehrmann der Gruppe wurde gerettet, starb jedoch später im Krankenhaus.
Urban Post führte mehr als 40 Feuerwehrleute, bestehend aus USFS-, CCC- und BPR-Mitarbeitern, den Bergrücken hinauf, um einen Ausweg zu suchen. Weitere Feuer hinderten sie jedoch daran, weiter den Kamm hinaufzugelangen. Auf der Suche nach Schutz fanden einen Felsvorsprung und legten sich auf den Boden, als sie vom Feuer eingehüllt wurden. Zusammengepfercht auf dem Felsvorsprung bewegten sich die Männer von umher, um den Flammen auszuweichen, und USFS-Mitarbeiter Paul Tyrrell benutzte seinen eigenen Körper, um mehrere CCC-Feuerwehrleute vor Panik zu bewahren und sie vor dem Feuer zu schützen. Die Flammen und die Hitze trieben dennoch fünf Feuerwehrleute dazu, einen Fluchtversuch durch die Flammen hindurch zu versuchen, aber nur einer von ihnen überlebte. Insgesamt neun Feuerwehrleute wurden in den Brandschneisen getötet und sechs weitere starben später an ihren Verbrennungen. Zusätzlich wurden 38 Feuerwehrmänner verletzt. Das Blackwater Fire steht an vierter Stelle der Waldbrände mit der höchsten Anzahl an getöteten Feuerwehrleuten in der Geschichte der USA. Dem Brand fielen so viele Feuerwehrleute zum Opfer wie keinem anderen seit dem Großen Brand von 1910. Diese Zahl wurde erst mehr als 100 Jahre später vom Yarnell Hill Fire übertroffen, bei dem 2013 in Arizona 19 Feuerwehrleute ums Leben kamen.

### Rettung und Suche nach Überlebenden
Die Nachricht von Toten und Verletzten erreichte die Lager am 21. August um 18 Uhr. Um diese Zeit hatte sich das Feuer beruhigt, die Trockenfront war vorbeigezogen und der Wind hatte nachgelassen. Post führte seine Gruppe durch das verbrannte Gebiet und rief nach medizinischer Hilfe. In dieser Nacht hatten weitere 150 Feuerwehrleute und Rettungskräfte das Feuer erreicht. Sofort nach Eintreffen der Meldungen begannen die Rettungsmaßnahmen, sodass am Morgen des 22. August fast 500 Feuerwehrleute und Rettungskräfte vor Ort waren. Das Feuer verbrannte 690 ha Primärwald und war bis zum 24. August nicht vollständig unter Kontrolle. Nach 19 Uhr wurden die ersten Todesopfer von einem Team unter der Leitung von Paul Krueger vom United States Forest Service entdeckt. Sie stießen auf einen Überlebenden aus der Mannschaft von Clayton, fanden ihn aber schwer verbrannt vor. Bevor er seinen Verletzungen erlag, konnte er Krueger dorthin leiten, wo Clayton und die anderen Besatzungsmitglieder zuletzt gesehen wurden. Post teilte dem Rettungsteam mit, dass zwei seiner Leute ausgeflogen werden müssten, diese beiden starben jedoch später ebenfalls im Krankenhaus. Am nächsten Morgen wurden die Leichen von zwei anderen Mitgliedern von Post´s Crew gefunden, die versucht hatten, durch die Flammen zu rennen. Das unwegsame Gelände machte es erforderlich, dass die Verstorbenen entweder auf Tragbahren oder auf Packpferden getragen werden mussten.

### Verstorbene
- Alfred G. Clayton, Ranger des South Fork District, Shoshone National Forest
- James T. Saban, CCC Technical Foreman aus dem Ten Sleep Camp F-35 (früherer Forest Ranger in Medicine Bow und Chippewa National Forests)
- Rex A. Hale, Junior Assistant, Shoshone National Forest; aus dem Wapiti CCC-Camp.
- Paul E. Tyrrell, Junior Forester, Bighorn National Forest
- Billy Lea, Bureau of Public Roads, ursprünglich aus Oregon
- John B. Gerdes aus Hallettsville, TX
- Will C. Griffith aus Bastrop, TX
- Mack T. Mayabb aus Smithville, TX
- George Harold Rodgers aus George West, TX
- Roy Bevens aus Smithville, TX
- Clyde Allen aus McDade, TX
- Ernest Seelke aus LaGrange, TX
- Rubin D. Sherry aus Smithville, TX
- William Whitlock aus Austin, TX
- Ambrocio Garza aus Corpus Christi, TX.[5]

## Auswirkungen

### Untersuchungen und Ermittlungen

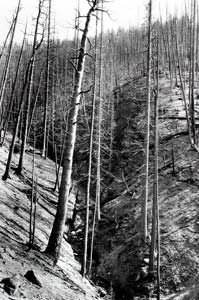
Abgebrannter Wald in der Clayton Gulch

Das Blackwater Fire war das erste Feuer mit Todesfolge, bei dem unmittelbar nach der Tragödie eine umfassende Untersuchung des Ereignisses durchgeführt wurde. Die USFS-Untersuchung des Brandvorfalls im Blackwater Canyon wurde von David Godwin, dem stellvertretenden Leiter der Feuerkontrolle des USFS, geleitet. Er kam zu den Schlussfolgerungen, dass die Feuerwehrleute in guter körperlicher Verfassung waren und die meisten über Erfahrung in der Bekämpfung von Waldbränden verfügten. Godwin stellte auch fest, dass die Manager des Vorfalls alle voll ausgebildete und erfahrene Feuerwehrleute waren. Godwin erklärte, dass den Brandmanagern kein Fehler zugeschrieben werden sollte, da die Situation auch für sie nicht mehr unter Kontrolle zu bringen war. Er wies darauf hin, dass das Feuer aufgrund der Entfernungen, die manche Arbeitskräfte bis in den Blackwater Canyon zurücklegen mussten (die Tensleep CCC-Besatzungen mussten mehr als 260 km zurücklegen), nicht unter Kontrolle gehalten werden konnte, als es noch relativ klein war. Godwins Ergebnisse zeigten, dass ein schnelles Auftreten von Feuerwehrleuten für eine erfolgreiche Brandbekämpfung von entscheidender Bedeutung war. Diese Ergebnisse wurden von A. A. Brown, dem Leiter der Abteilung für Feuerkontrolle in der Rocky Mountain Region des Forest Service, bestätigt, der das Brandverhalten und die Reaktionen auf das Blackwater Fire untersuchte.

### Spätere Entwicklungen
In den 1930er Jahren wurden alle Brände für schädlich gehalten und die wichtige ökologische Rolle von Bränden nur durch wenige Studie dokumentiert. Infolgedessen galt die sofortige Bekämpfung der Brände durch aggressive Angriffe als bester Weg, um die Wälder zu schützen. Godwin glaubte, dass das Abspringen mit Fallschirmen von Feuerwehrleuten aus Flugzeugen die beste Möglichkeit war, Feuerwehrleute an Ort und Stelle zu bringen, bevor ein Feuer außer Kontrolle geriet. Diese Analyse führte schließlich zur Entwicklung des Smokejumper-Programms, einer Maßnahme, um die Besatzungen schneller an ihre Einsatzorte zu bringen. Infolgedessen wurden 1939 die ersten Phasen des Programms in Winthrop, Washington, und an zwei Standorten in Montana eingeleitet. Eine spätere Untersuchung von insgesamt 16 tödlichen Bränden, beginnend beim Blackwater Fire 1937, führte dazu, dass Manager des Firest Service im Jahr 1957 die Ten Standard Firefighting Orders einführten. Kurz darauf wurden zusätzlich die 18 Watchout Situations entwickelt, um die Sicherheit der Feuerwehrleute weiter zu erhöhen. Jahrzehnte nach dem Blackwater Fire hatten Waldmanager ein besseres Verständnis der ökologischen Rolle eines Feuers entwickelt. Infolgedessen strich der USFS 1977 die 10-Uhr-Regel aus ihrer strategischen Planung zur Brandbekämpfung und verlagerte ihren Schwerpunkt von der Unterdrückung auf das Management von Waldbränden.

### Denkmäler

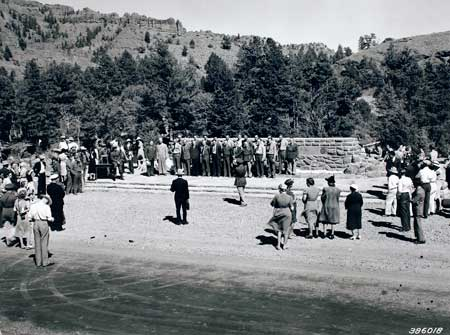
Einweihungszeremonie des großen Denkmals am U.S. Highway 14/16/20

Im Jahr 1938 wurden mehrere Denkmäler von Mitgliedern des CCC errichtet, um die Verstorbenen und Verletzten zu ehren. Das größte Steindenkmal befindet sich direkt entlang der US-Route 14/16/20 am North Fork Shoshone River und wurde zum zweiten Jahrestag des Unglücks eingeweiht. Es enthält die Namen aller, die bei dem Unglück verstorben sind oder verletzt wurden. Ein weiteres Denkmal wurde im selben Jahr in der Nähe des Ortes errichtet, an dem Alfred Clayton und seine Mannschaft ums Leben kamen. Ein drittes Denkmal wurde dort platziert, wo Urban Post und seine Mannschaft den Feuersturm auf dem Felsvorsprung abwarteten. Dieser Felsvorsprung wurde nach Post in Post Point umbenannt. Auch nach Alfred Clayton wurden mehrere geographische Orte benannt, darunter der zuvor unbenannte Clayton Mountain und die Schlucht Clayton Gulch. Das Denkmal am Straßenrand ist problemlos mit dem Auto zu erreichen, die anderen beiden Denkmäler können nur über einen 16 km langen Rundwanderweg erreicht werden. 2015 wurde zudem der High Park Lookout im Bighorn National Forest zu Ehren eines der gefallenen Feuerwehrleute in James T. Saban Lookout umbenannt.

## Belege
1. ↑  Geonames: Blackwater Creek. Abgerufen am 8. Juli 2021.
2. ↑  Naturalatlas: Blackwater Creek. Abgerufen am 8. Juli 2021 (englisch).
3. ↑  Wyoming State Geological Survey. 29. Juni 2013, archiviert vom Original am 29. Juni 2013; abgerufen am 8. Juli 2021.
4. ↑  Geowyoming: Absaroka Volcanic Province. Abgerufen am 8. Juli 2021 (englisch).
5. 1 2 3 4 5 6 7 8 9  The Deadly Blackwater Fire | WyoHistory.org. Abgerufen am 9. Juli 2021.
6. ↑  Ferranti, Richard: Calling All Rangers! A Brief History of Radio in the Forest Service. Hrsg.: Fire Management Today. U.S. Forest Service. 2008 (usda.gov).
7. 1 2 3 4 5 6  Godwin, David P.: The Handling of the Blackwater Fire. Hrsg.: Fire Control Notes. U.S. Forest Service. 1937 (nwcg.gov [PDF]).
8. 1 2 3  Brauneis, Karl (April 26–28, 2005): A Blackwater Comparison. Hrsg.: Eighth International Wildland Fire Safety Summit. Missoula, MT (archive.org [PDF]).
9. ↑  Fire (U.S. National Park Service). Abgerufen am 8. Juli 2021 (englisch).
10. 1 2  National Park Service, U.S. Forest Service (Hrsg.): „Evolution of Federal Wildland Fire Management Policy“ (PDF). Review and Update of the 1995 Federal Wildland Fire Management Policy. Januar 2001 (archive.org [PDF]).
11. ↑  Omi, Phillip N. (May 23, 2005): Institutionalization of Fire Exclusion. Forest Fires: A Reference Handbook. ISBN 978-1-85109-438-7 (archive.org).
12. 1 2 3  Staff Ride to the Blackwater Fire | NWCG. Abgerufen am 8. Juli 2021.
13. 1 2 3  Wildland Fire Staff Ride Library - Blackwater Fire. 1. Juli 2013 (archive.is [abgerufen am 8. Juli 2021]).
14. ↑  Fifield, Charles: Memorial Number Blackwater Fire. Hrsg.: Rocky Mountain Region Bulletin. U.S. Forest Service. S. 2.
15. 1 2 3 4 5  U.S. Forest Service (Hrsg.): Statement by Ranger Urban J. Post. Blackwater Fire on the Shoshone. (nwcg.gov [PDF]).
16. ↑  Incidents resulting in the deaths of 8 or more firefighters | NFPA. Abgerufen am 8. Juli 2021.
17. 1 2 3 4 5  Brauneis, Karl: 1937 Blackwater Fire Investigation: Boost For Smokejumpers? Hrsg.: Fire Management Today. U.S. Forest Service. 2002.
18. ↑  Wildland Fire Staff Ride Library – Blackwater Fire. 30. Juni 2013, archiviert vom Original am 30. Juni 2013; abgerufen am 9. Juli 2021.
19. ↑  Brauneis, Karl: Fire Orders: Do You Know Their Original Intent? Hrsg.: Fire Management Today. U.S. Forest Service. 2002.
20. ↑  Scholz, Bryan: The 10 Standard Firefighting Orders and 18 Watch Out Situations: We Don't Bend Them, We Don't Break Them...We Don't Know Them. Hrsg.: Fire Management Today. U.S. Forest Service. 2010.
21. ↑  Wildland Fire Staff Ride Library – Blackwater Fire stand 1. 1. Juli 2013, archiviert vom Original am 1. Juli 2013; abgerufen am 9. Juli 2021.
22. ↑  Naturalatlas: Fire Fighters Memorial. Abgerufen am 9. Juli 2021 (englisch).
23. ↑  Naturalatlas: Post Point. Abgerufen am 9. Juli 2021 (englisch).
24. ↑  Wildland Fire Staff Ride Library – Blackwater Fire stand 4. 1. Juli 2013, archiviert vom Original am 1. Juli 2013; abgerufen am 9. Juli 2021.
25. ↑  Naturalatlas: Blackwater Clayton Mountain Trail. Abgerufen am 9. Juli 2021 (englisch).